# Vénus et Adonis (Véronèse)
Pour les articles homonymes, voir Vénus et Adonis.
Ne doit pas être confondu avec Vénus pleurant Adonis (Véronèse).
Vénus et Adonis est un tableau réalisé vers 1580 par le peintre italien Paul Véronèse. Cette huile sur toile est une peinture mythologique qui s'inspire des Métamorphoses d'Ovide. Elle représente Vénus frappée par le pressentiment de la mort d'Adonis juste avant sa chasse fatale, alors qu'il est encore endormi la tête sur ses cuisses, mais que Cupidon tente déjà de retenir l'un de ses lévriers. Achetée par Diego Vélasquez pour Philippe IV en 1651, l'œuvre est conservée au musée du Prado, à Madrid, en Espagne. Elle a pour pendant Céphale et Procris, au musée des Beaux-Arts de Strasbourg, à Strasbourg, en France.

Vénus pleurant Adonis, 1573 – Nationalmuseum, Stockholm.
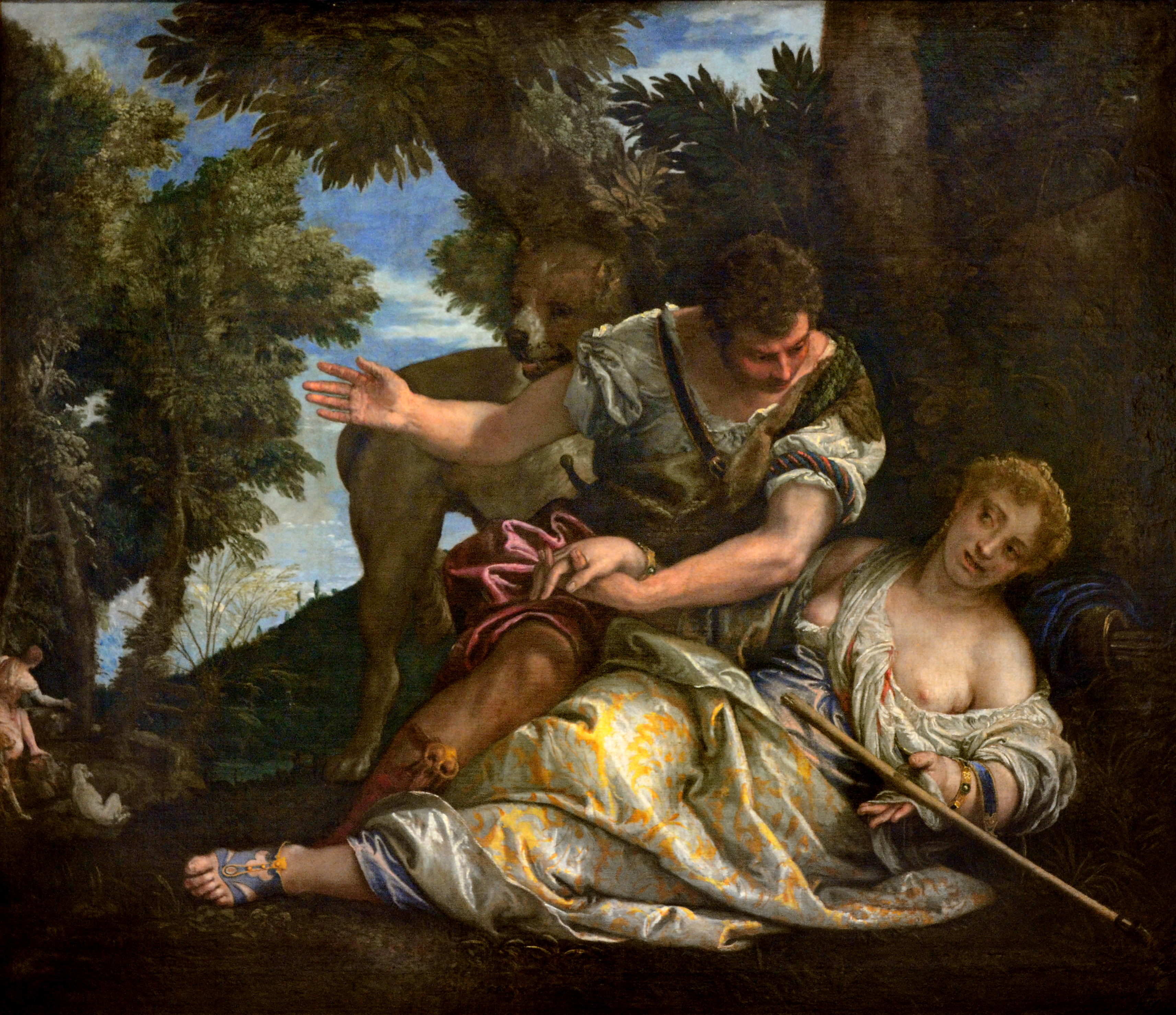
Céphale et Procris, vers 1584 – Musée des Beaux-Arts de Strasbourg, Strasbourg.